# アニカン
アニカンとは、株式会社エムジーツーが発行していたアニメ・ゲーム・声優・アーティスト・アイドル情報をメインに扱う月刊フリーペーパーである。正式名称は「史上最強のアニメ情報フリーペーパー アニカン」（タブロイド判で32～40ページ）。他にも有料媒体として、ブランケット大判の「スーパーエンタメ新聞アニカンR」（アマゾン・リメンバー限定販売）、インタビューメインの音専誌「アニカンヒッツ!!」、男性声優グラビア&インタビュー満載の「アニカンRスイーツ!!」などがあり、全国書店・CD店等にて販売されている。また、歌うガールズアイドル専門誌「アニカンRヤンヤン!!」（CDジャーナル別冊）も企画・制作している。

## 概要
2004年10月27日に創刊号（両面表紙：angela／KOTOKO）を発行。それ以前の2004年9月29日に創刊0号（両面表紙：JAM Project／サイキックラバー）を発行している。タブロイド判の大きさで40ページ前後のボリュームは、一部の有料アニメ&声優雑誌に引けを取らない内容である。毎月第4水曜日（月によっては第3水曜日）の発行。主にアーティスト・声優の新譜情報やインタビューが多数掲載されているほか、テレビやラジオのアニメ系情報番組とのタイアップも展開されており、定期的に番組ゲスト情報などが掲載されている。内容は新番組や新譜の紹介、アニメのスタッフ・声優・アーティストなどへのインタビュー、イベントレポート、ランキングなどがある。ランキングは、独自集計によるアニメ・ゲーム関連のCD・BR＆DVD・着うた・コミック・ライトノベルの売上ランキング、アニメ・ゲーム主題歌のカラオケリクエストランキングなどを発表している。2019年4月27日に発行された205号をもって休刊し7月から有料電子版に移行し10月の209号まで発行された。
紙媒体時代は主にアニメ&コミック専門店（アニメイト・ゲーマーズ・文教堂アニメガなど）・主要CD店（山野楽器・タワーレコード・HMV・新星堂など）・大型家電店・カラオケパセラなどで配布されていたが、20万部の限定発行なため、早めに入手しないとすぐに無くなることが多かった。最近ではオフィシャルウェブ・ショップリメンバーやアマゾンでも、送料のみで宅配が出来るようになっている。また号外としてアーティストや声優の新作CD・人気アニメの新作DVD等の発売に合わせたものや、コンサートや大型イベントなどの会場限定版が発行される場合もある。
年に1度「日本アニカン大賞」という読者投票による各種十数部門にわたる独自のランキングを発表している。

## 有料雑誌
関連する雑誌として、以下のものがある。
- スーパーエンタメ新聞アニカンR（ブランケット大判新聞、2006年 - 2016年）
- アニカンヒッツ!!（アニカン的音楽専門誌、2012年 - 2014年）
- アニカンR MUSIC（アニカン的音楽専門誌、2006年- 2017年）
- アニカンRスイーツ!!（女性ファン向けアニメ声優誌、2008年 - 2016年 ）
- アニカンRヤンヤン!!（歌うアイドル専門誌、2008年 - 2016年）
- アニカンRヤンヤンCandy （2012年 - 2014年）
- 別冊アニカンR